# Karl Proisl
Karl Proisl   (Traisen, 9 de juliol de 1911 - Belgrad, 2 de desembre de 1949) fou un piragüista austríac que va competir durant la dècada de 1930.
El 1936 va prendre part en els Jocs Olímpics de Berlín, on disputà dues proves del programa de piragüisme. Fent parella amb Rupert Weinstabl, guanyà la medalla de plata en la competició del C-2 1.000 metres i la de bronze en la de C-2 10.000 metres.
En el seu palmarès també destaquen dues medalles, una d'or i una de plata al Campionat del món en aigües tranquil·les de 1938.